# سیارک ۲۴۲۵۹
سیارک ۲۴۲۵۹ (به انگلیسی: 24259 Chriswalker، نامگذاری:1999XR127) بیست و چهار هزار و دویست و پنجاه و نهمین سیارک کشف شده‌است که در ۱۲ دسامبر ۱۹۹۹ کشف شد.
قدر مطلق سیارک برابر ۱۷.۰ است.